# 堤雄司

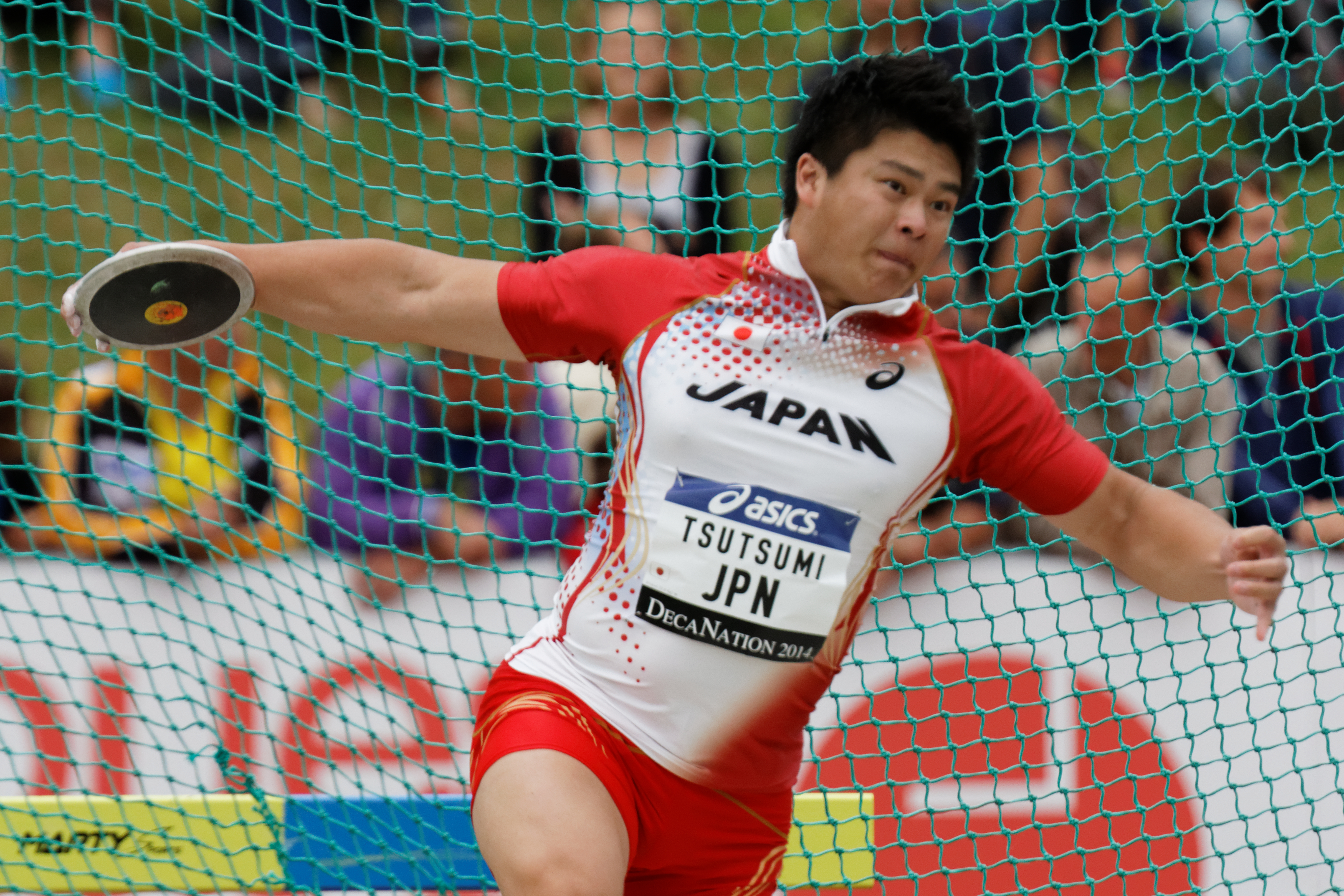
堤 雄司（2014年）

堤 雄司（つつみ ゆうじ、1989年12月22日 - ）は、日本の男子陸上競技選手、専門は円盤投。自己ベストは62ｍ59（日本記録）。北海道野付郡別海町出身。北海道札幌拓北高等学校、国士舘大学体育学部卒業。国士舘大学大学院スポーツ・システム研究科を経て、ALSOK群馬株式会社所属。2013年第27回ユニバーシアード競技大会男子円盤投日本代表。身長184cm、体重100kg。

## 経歴
円盤投指導者（高校教師）の子として生まれ、父の影響で自身も円盤投を始める。2004年、中学3年時に出場したジュニアオリンピック円盤投で優勝。2005年に札幌拓北高校に入学し1年時の第60回国民体育大会円盤投少年男子Bで優勝した。 2007年、高校3年時の6月に61m53の男子円盤投日本高校新記録を樹立した。8月の佐賀インターハイは砲丸投・円盤投2種目に出場し、円盤投は57m85の大会新記録で優勝した。2008年に国士舘大学へ進み、大学時代は体育学を専攻した。同年4月の第62回出雲陸上・円盤投で55m57のジュニア日本新記録を樹立。日本インカレの円盤投は2008年の第77回大会から第80回大会まで4連覇を達成した。
2012年に国士舘大学を卒業、同大学大学院へ進学。同年6月の第96回日本選手権・円盤投は自己ベストとなる56m19の記録で大会初優勝を飾った。
2013年4月、陸上の日本グランプリシリーズ・日本選抜和歌山大会で男子円盤投日本歴代3位・日本学生新記録となる58m84を記録して優勝するなどの実績を積み重ねている。同年6月の第97回日本選手権・円盤投は55m67の記録で畑山茂雄に次ぐ2位となった。同年7月にロシア・カザンで開かれた第27回ユニバーシアード競技大会・円盤投に日本代表として出場し、58m43の記録で8位入賞の成績を残した。大学院生として日本インカレに出場を続け、2013年9月の第82回大会は自らの男子円盤投日本歴代3位・日本学生新記録を更新する59m21で制して大会6連覇を達成した。
2017年7月の国士舘大学競技会において、60m37の日本記録を樹立。川崎清貴の保持していた「最古の日本記録」60m22を、実に38年ぶりに破った。
同年8月18日に行われた関東選手権にて、
自己の日本記録を更新、60m54という日本記録を新たに樹立した。
同年9月23日の全日本実業団対抗陸上競技選手権大会では、再び自己の日本記録を更新する60m74を記録して優勝した。
2019年に行われた日本選手権では61m64で優勝。
2020年3月の国士舘大学競技会で62m59を記録し、湯上剛輝に更新されていた日本記録を取り戻した（なお、2025年4月に湯上が再度更新している）。